# Cornod
 (août 2010).
Si vous disposez d'ouvrages ou d'articles de référence ou si vous connaissez des sites web de qualité traitant du thème abordé ici, merci de compléter l'article en donnant les références utiles à sa vérifiabilité et en les liant à la section « Notes et références ».
Cornod est une commune française située dans le département du Jura, dans la région culturelle et historique de Franche-Comté et la région administrative Bourgogne-Franche-Comté.

## Géographie

### Climat
Pour des articles plus généraux, voir Climat de la Bourgogne-Franche-Comté et Climat du département du Jura.
En 2010, le climat de la commune est de type climat de montagne, selon une étude du Centre national de la recherche scientifique s'appuyant sur une série de données couvrant la période 1971-2000. En 2020, Météo-France publie une typologie des climats de la France métropolitaine dans laquelle la commune est exposée à un climat semi-continental et est dans la région climatique  Jura, caractérisée par une forte pluviométrie en toutes saisons (1 000 à 1 500 mm/an), des hivers rigoureux et un ensoleillement médiocre. 
Pour la période 1971-2000, la température annuelle moyenne est de 11,3 °C, avec une amplitude thermique annuelle de 17,8 °C. Le cumul annuel moyen de précipitations est de 1 428 mm, avec 12,6 jours de précipitations en janvier et 8,8 jours en juillet. Pour la période 1991-2020, la température moyenne annuelle observée sur la station météorologique de Météo-France la plus proche, « Saint-Julien Sa », sur la commune de Val Suran à 12 km à vol d'oiseau, est de 10,6 °C et le cumul annuel moyen de précipitations est de 1 349,8 mm. 
La température maximale relevée sur cette station est de 38,6 °C, atteinte le 24 août 2023 ; la température minimale est de −20,6 °C, atteinte le 30 décembre 2005,,. 
Les paramètres climatiques de la commune ont été estimés pour le milieu du siècle (2041-2070) selon différents scénarios d'émission de gaz à effet de serre à partir des nouvelles projections climatiques de référence DRIAS-2020. Ils sont consultables sur un site dédié publié par Météo-France en novembre 2022.

## Urbanisme

### Typologie
Au 1er janvier 2024, Cornod est catégorisée commune rurale à habitat dispersé, selon la nouvelle grille communale de densité à sept niveaux définie par l'Insee en 2022.
Elle est située hors unité urbaine. Par ailleurs la commune fait partie de l'aire d'attraction d'Oyonnax, dont elle est une commune de la couronne,. Cette aire, qui regroupe 40 communes, est catégorisée dans les aires de 50 000 à moins de 200 000 habitants,.

### Occupation des sols
L'occupation des sols de la commune, telle qu'elle ressort de la base de données européenne d’occupation biophysique des sols Corine Land Cover (CLC), est marquée par l'importance des territoires agricoles (54,8 % en 2018), une proportion identique à celle de 1990 (54,8 %). La répartition détaillée en 2018 est la suivante : 
prairies (44,3 %), forêts (39,2 %), zones agricoles hétérogènes (10,5 %), milieux à végétation arbustive et/ou herbacée (6 %). L'évolution de l’occupation des sols de la commune et de ses infrastructures peut être observée sur les différentes représentations cartographiques du territoire : la carte de Cassini (XVIIIe siècle), la carte d'état-major (1820-1866) et les cartes ou photos aériennes de l'IGN pour la période actuelle (1950 à aujourd'hui).

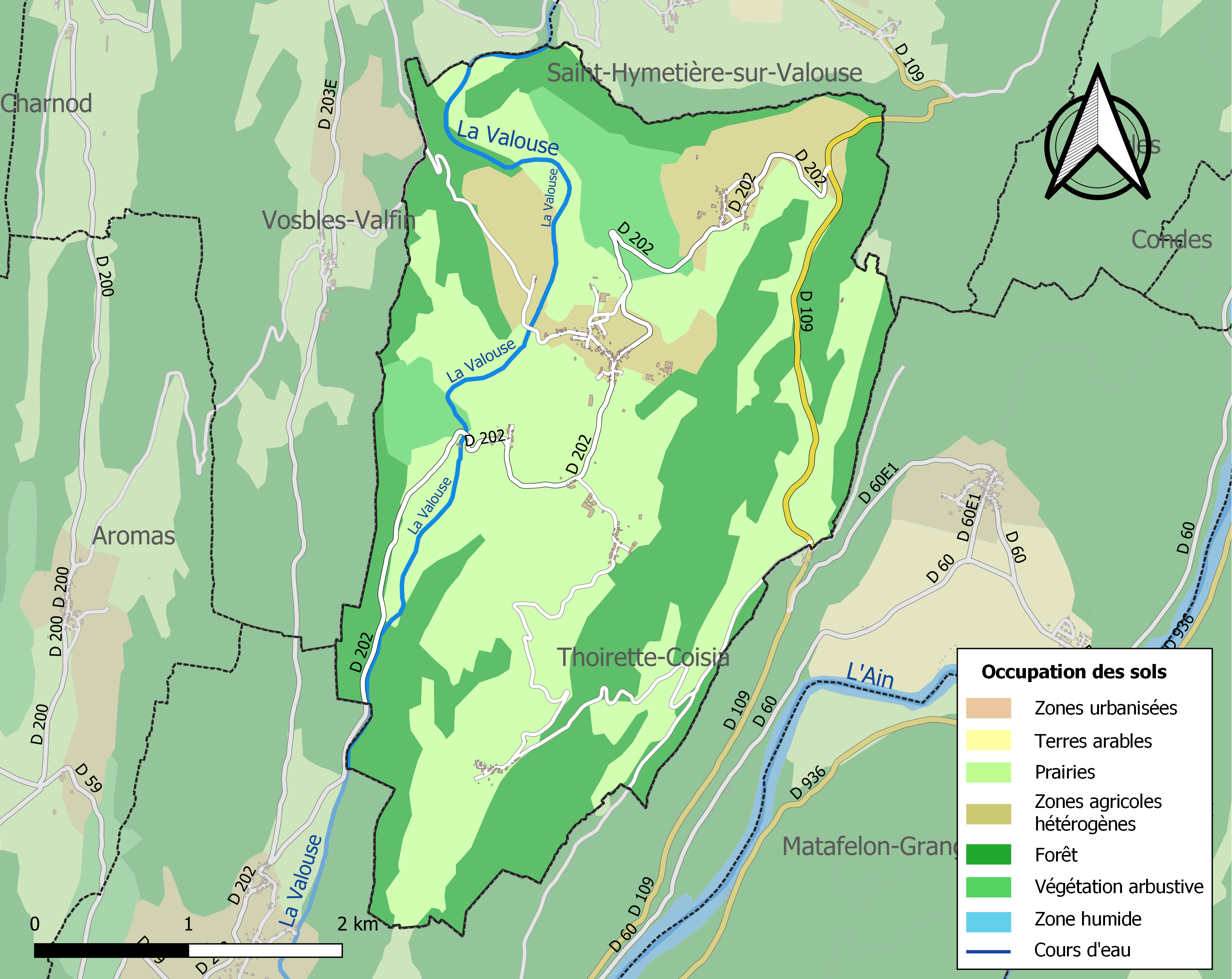
Carte des infrastructures et de l'occupation des sols de la commune en 2018 (CLC).

## Histoire
Baronnie de Cornod - son histoire du XIV au XXIe siècle
(en dates connues aux archives)
- 1350 : Étienne de Viremont, premier seigneur de Cornod cède la seigneurie en dot à sa sœur Bonnette (1358), épouse d'Hugard de Ville, en premières noces et Guichard de Seyturier en deuxièmes.
- 1398 : Bonnette de Viremont teste le 28 novembre laissant Cornod à son fils de premier mariage, Jean de Ville.
- 1414 : Jean de Ville sans postérité lègue Cornod le 17 mai au profit de sa sœur Isabelle de Ville, alliée à Étienne de Seyturier. Son fils Claude de Seyturier, seigneur de Cornod, meurt sans avoir été marié.
- 1439 : Pierre de Seyturier, fils d'Étienne de Seyturier obtient de la part du duc de Savoie la haute, moyenne et basse justice sur sa maison forte de Cornod.
- 5 août 1536 : Claude de Seyturier II fait hommage de la terre de Cornod au roi François Ier après la conquête du pays.
- Jean de Seyturier, seigneur de Cornod, obtient beaucoup de faveurs du duc de Savoie. Fait baron de Cornod et de Montdidier (1582), conseiller d'État, premier écuyer et chambellan, commissaire général des guerres, gouverneur de la citadelle de Bourg, ambassadeur à Rome auprès de Sa Sainteté Paul III.
- 1600 : mort de Gaspard-Pierre de Seyturier au siège de Bourg. Sans enfant, c'est son frère, Charles-Emmanuel, qui devient son héritier direct (baron de Cornod).
- 1635 : Charles-Emmanuel de Seyturier, baron de Cornod et de Montdidier, seigneur de Vaugrigneuse La Haute, est choisi pour chef par toute la noblesse de Bresse pendant la guerre entre la France et les pays comtois.
- 1636 : pendant le siège de Dole, il est tué d'un coup de fauconneau (pièce d'artillerie) qui lui emporte le genou. N'ayant pas de successeur direct, Charles-Emmanuel a laissé ses biens à plusieurs personnes de la famille. Finalement, après un procès difficile entre les héritiers, Pierre de Seyturier se met en possession de la baronnie.
- 1637 : pendant le procès lorsque le château de Cornod fut sans seigneur, le 13 mars, l'armée comtoise forte de 1 500 hommes en pied, 600 cavaliers et artillerie était sous le commandement du comte de Bussolin se faisant fort de prendre le château de Cornod. Le recours de la force française sous le commandement du baron de Thianges renversa les comtois en faisant 600 morts.

- 1686 : Jean-Claude de Montaigu achète la baronnie de Cornod.
- 1689 : Claude-Louise Marie de Seyturier rachète la baronnie et testa alors en faveur de son petit-fils, Claude-Marc, le 25 février 1696.
- 1790 : lors de la formation du département du Jura, la baronnie de Cornod est rattachée au Jura. Marc de la Poype, héritier des Seyturier, député de la noblesse de l'Ain perdit son titre.
- 1791 : au début de l'année, Marc de la Poype et son fils Gabriel quittent le château pour se réfugier en Suisse à Fribourg puis dans l’armée de Condé. Jean François Cornu de La Poype devient général de la République et baron d'Empire. Le château et les terres de la Poype, déclarés biens nationaux, sont vendus à plusieurs centaines de personnes.
- Entre 1790 et 1794, les communes éphémères de Sontannas et Thorignat[13] sont réunies à Cornod.
- 1822 : la commune de Villette-lès-Cornod est réunie à Cornod[13].
- 1826 : Georges Albert, ancien colonel de la Vieille Garde, achète la baronnie.

## Politique et administration
| Période      | Période      | Identité                    | Étiquette | Qualité                              |
| ------------ | ------------ | --------------------------- | --------- | ------------------------------------ |
| ?            | 1942         | Louis Van Gaver (1878-1948) |           | Révoqué par le Gouvernement de Vichy |
| mars 2001    | mars 2008    | Paul Guillot                |           |                                      |
| mars 2008    | janvier 2010 | Jean-Pierre Chevret         |           | démissionnaire                       |
| février 2010 | En cours     | Patrick Andrey              | DVD       | Chef d'entreprise                    |

## Démographie
L'évolution du nombre d'habitants est connue à travers les recensements de la population effectués dans la commune depuis 1793. Pour les communes de moins de 10 000 habitants, une enquête de recensement portant sur toute la population est réalisée tous les cinq ans, les populations de référence des années intermédiaires étant quant à elles estimées par interpolation ou extrapolation. Pour la commune, le premier recensement exhaustif entrant dans le cadre du nouveau dispositif a été réalisé en 2005.

En 2022, la commune comptait 215 habitants, en évolution de −2,71 % par rapport à 2016 (Jura : −0,81 %, France hors Mayotte : +2,11 %).
| 1793 | 1800 | 1806 | 1821 | 1831 | 1836 | 1841 | 1846 | 1851 |
| ---- | ---- | ---- | ---- | ---- | ---- | ---- | ---- | ---- |
| 465  | 490  | 479  | 438  | 750  | 707  | 707  | 711  | 675  |

| 1856 | 1861 | 1866 | 1872 | 1876 | 1881 | 1886 | 1891 | 1896 |
| ---- | ---- | ---- | ---- | ---- | ---- | ---- | ---- | ---- |
| 671  | 631  | 630  | 646  | 650  | 630  | 602  | 570  | 551  |

| 1901 | 1906 | 1911 | 1921 | 1926 | 1931 | 1936 | 1946 | 1954 |
| ---- | ---- | ---- | ---- | ---- | ---- | ---- | ---- | ---- |
| 500  | 461  | 408  | 363  | 340  | 332  | 326  | 323  | 265  |

| 1962 | 1968 | 1975 | 1982 | 1990 | 1999 | 2005 | 2006 | 2010 |
| ---- | ---- | ---- | ---- | ---- | ---- | ---- | ---- | ---- |
| 251  | 223  | 192  | 189  | 177  | 219  | 221  | 220  | 236  |

| 2015 | 2020 | 2022 | - | - | - | - | - | - |
| ---- | ---- | ---- | - | - | - | - | - | - |
| 222  | 215  | 215  | - | - | - | - | - | - |

## Culture locale et patrimoine

### Lieux et monuments
- Château de Cornod, inscrit au titre des monuments historiques depuis 2007[20] ;
- Église Saint-Martin, à Cornod ;
- Église Saint-Didier, au hameau de Villette.

### Personnalités liées à la commune
- Georges, baron Albert (18 juin 1776 - Saint-Maurice-d'Échazeaux, Ain ✝ 17 juillet 1855 - Cornod, Jura), militaire français des XVIIIe et XIXe siècles.
- Timoléon Lobrichon (1831-1914), un peintre né à Cornod
- René Van Gaver (1907-1944), républicain et militant radical, s'est engagé dans la Résistance. Il est tué par les Allemands en 1944. Il est né dans le château de la commune, qui appartenait à son grand-père.

## Sources